# Týždeň vo filme
Týždeň vo filme byl československý zpravodajský filmový týdeník, který byl distribuován na Slovensku od 16. června 1945 až do konce roku 1990. Od roku 1983 byl uváděn pod názvem Kinožurnál.